# Mieczysław Jerzy Künstler

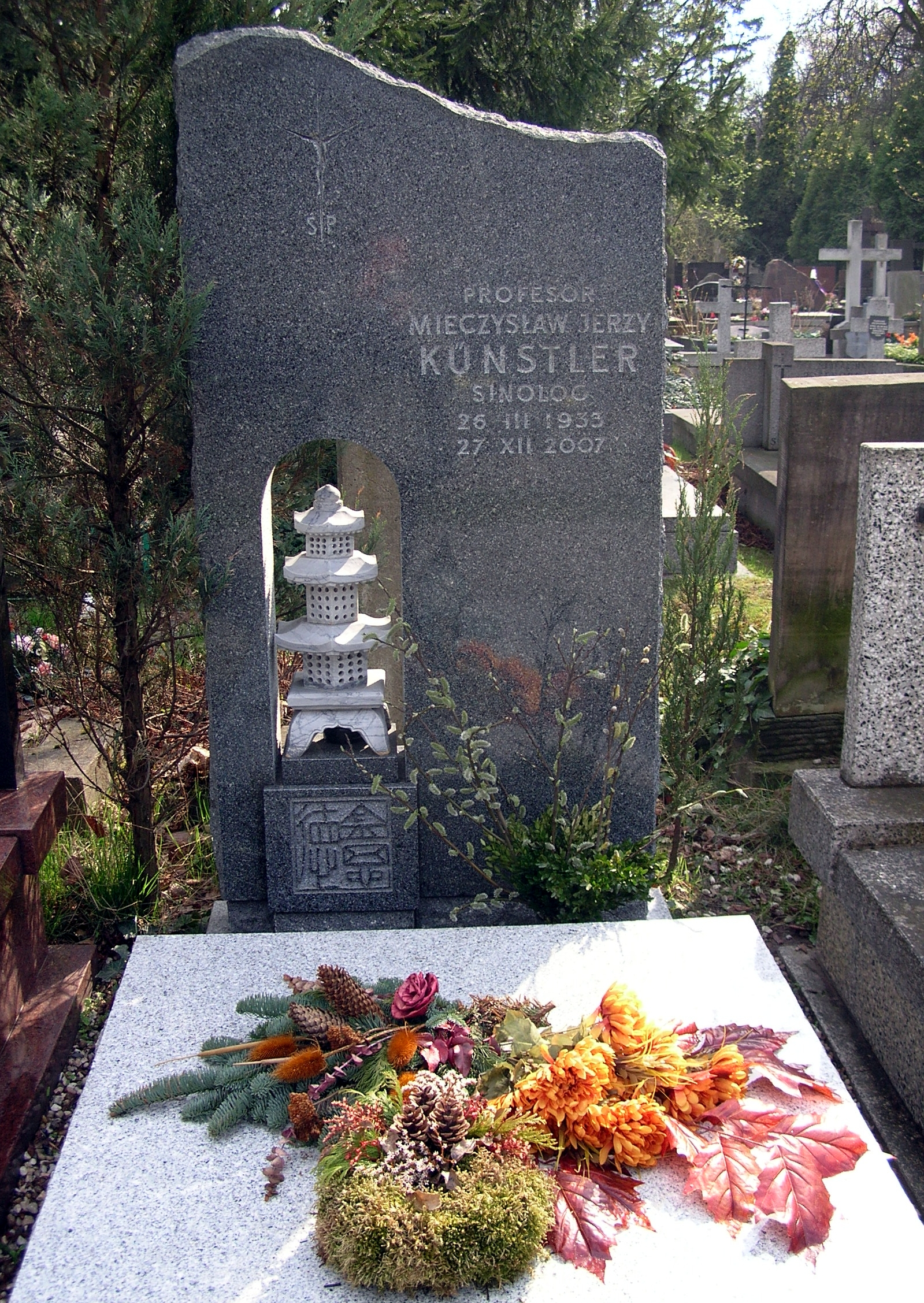
Grób Künstlera na wojskowych Powązkach

Mieczysław Jerzy Künstler (ur. 26 marca 1933 w Słupcy, zm. 27 grudnia 2007 w Warszawie) – polski językoznawca, sinolog, znawca języków i kultury chińskiej.

## Życiorys
Jego rodzicami byli Antoni Władysław Künstler (1901-1975) i Janina Künstler, z d. Kicka (1899-1975). Oboje pracowali jako nauczyciele.
Po II wojnie światowej znalazł się z rodzicami w Jeleniej Górze, tam ukończył miejscowe liceum. W 1951 rozpoczął studia językoznawcze na Wydziale Filologicznym Uniwersytetu Warszawskiego, ukończył je w 1956, pracę magisterską Morfologia czasownika we współczesnym języku chińskim napisał pod kierunkiem Janusza Chmielewskiego. Jeszcze w czasie studiów został zatrudniony na macierzystej uczelni, w Katedrze Sinologii, równocześnie współpracował z Pracownią Słownika Chińsko-Polskiego w Zakładzie Orientalistyki Polskiej Akademii Nauk. W latach 1956–1958 przebywał w Chinach, najpierw jako stypendysta na Uniwersytecie Pekińskim, następnie jako lektor w Pekińskim Instytucie Języka Rosyjskiego. W 1960 przez dziesięć miesięcy przebywał na stypendium w École pratique des hautes études w Paryżu. W 1962 obronił pracę doktorską Les formations adverbiales a quasi-suffixe en Chinois archaique et dans la langue de l’epoque des Han napisaną pod kierunkiem Janusza Chmielewskiego. W 1969 uzyskał stopień doktora habilitowanego na podstawie pracy Ma Jong – vie et oeuvre. W 1971 został mianowany docentem, w 1978 otrzymał tytuł profesora nadzwyczajnego, w 1986 tytuł profesora zwyczajnego.
Od 1956 był członkiem Polskiego Towarzystwa Orientalistycznego, od 1960 Polskiego Towarzystwa Językoznawczego, od 1972 członkiem Komitetu Nauk Orientalistycznych Polskiej Akademii Nauk (w latach 1993–2006 jego przewodniczącym), od 1983 członkiem zwyczajnym Towarzystwa Naukowego Warszawskiego, od 1987 członkiem Światowego Stowarzyszenia Studiów Sinologicznych (od 1997 jego przewodniczącym). Był także członkiem komitetów redakcyjnych „Rocznika Orientalistycznego” oraz serii „Prace Orientalistyczne”.
Był autorem ponad dwustu prac poświęconych językom, historii, cywilizacji i kulturze Chin, w tym ok. trzydziestu książek. Przełożył też kilka utworów klasycznej literatury chińskiej (najważniejsze, wraz z zespołem: Dialogi konfucjańskie), a także kilka prac radzieckich i zachodnich sinologów. 
W 1976 został odznaczony Złotym Krzyżem Zasługi, w 1979 Krzyżem Kawalerskim Orderu Odrodzenia Polski.
Pochowany na cmentarzu Powązki Wojskowe w Warszawie (kwatera A17-1-24).

## Twórczość
- Rozmówki polsko-chińskie: ze słownikiem, 1966
- Ma Jong. Vie et oeuvre, 1969
- Pismo chińskie, 1970
- Pierwsze wieki cesarstwa chińskiego, tom 219 serii wydawniczej Omega, 1972, 2007
- Aforyzmy chińskie, 1977
- Sprawa Konfucjusza, 1983
- Mitologia chińska, 1985, 2001
- Tradycje architektury chińskiej, 1986
- Pekin, 1991
- Sztuka Chin, 1991
- Dzieje kultury chińskiej, 1994
- Mały słownik sztuki chińskiej, 1996
- Języki chińskie, 2000